# Proganochelys quenstedi
Proganochelys quenstedi — єдиний вид вимерлих черепах роду Proganochelys родини Proganochelidae. Мешкала 210 млн тому, у тріасовому періоді.

## Опис
Загальна довжина панцира становила 1 м. Тварина мала вже повністю сформований панцир, череп і дзьоб черепахового типу. Проте у нього відзначаються деякі примітивні риси: просте вухо, дрібні зуби, що залишилися, тільки на небі і зниклі на щелепах. Крім того, ці черепахи, на відміну від сучасних, не могли втягувати під панцир голову і ноги. Кінцівки і шия були захищені твердою загостреною лускою. У неї був широкий куполоподібний спинний щит, а м'яке черевце захищали кісткові пластини. Панцир чотирикутної форми 63 см завширшки. Всередині нього збереглися хребці і ребра. Карапакс дуже опуклий, висотою до 17 см, ззаду він стає більш пласким. З внутрішньої сторони хребці і ребра зросталися з панциром. Тіла хребців дуже тонкі. Пластрон щільно зростався з верхнім панциром, але мав вирізи і не був суцільним. Також у черепахи були 2 ряди крайових щитків, що не властиво сучасним черепахам.

## Спосіб життя
Ймовірно мешкала серед рясної рослинності. Була травоїдною твариною.

## Розповсюдження
Мешкала у Північній та Південній Америці, Європі, Південно-Східній Азії.